# Calceolaria thyrsiflora
Calceolaria thyrsiflora är en toffelblomsväxtart som beskrevs av Robert Graham.
Calceolaria thyrsiflora ingår i släktet toffelblommor och familjen toffelblomsväxter. Inga underarter finns listade i Catalogue of Life.